# Riot V
I Riot V (precedentemente noti come Riot) sono un gruppo musicale heavy metal statunitense,  formatasi a Long Island, New York, nel 1976.

## Storia

### 1975-1984
La band fu fondata nel 1975 dal chitarrista Mark Reale e dal batterista Peter Bitelli, dopo lo scioglimento della loro precedente band, i Kon-Tiki, completando la formazione aggiungendo il bassista Phil Feit e, dopo alcune ricerche, il cantante Guy Speranza. La band iniziò fin da subito a farsi conoscere suonando in vari festival e locali della natia New York, alla ricerca di un possibile contratto discografico. Nel frattempo, fu aggiunto alla formazione il tastierista Steve Costello, con il quale la band iniziò a scrivere i primi pezzi. Registrata una prima demo di quattro pezzi, Reale entrò in contatto con i produttori Billy Arnell e Steve Loeb, gestori di un'etichetta indipendente, la Fire Sign Records, che decisero di mettere la band sotto contratto per la produzione del primo disco. Per questa occasione la band rimpiazzò Costello con il chitarrista L.A. Kouvaris e durante le registrazioni Feit abbandonò per seguire altri progetti, sostituito da Jimmy Iommi.

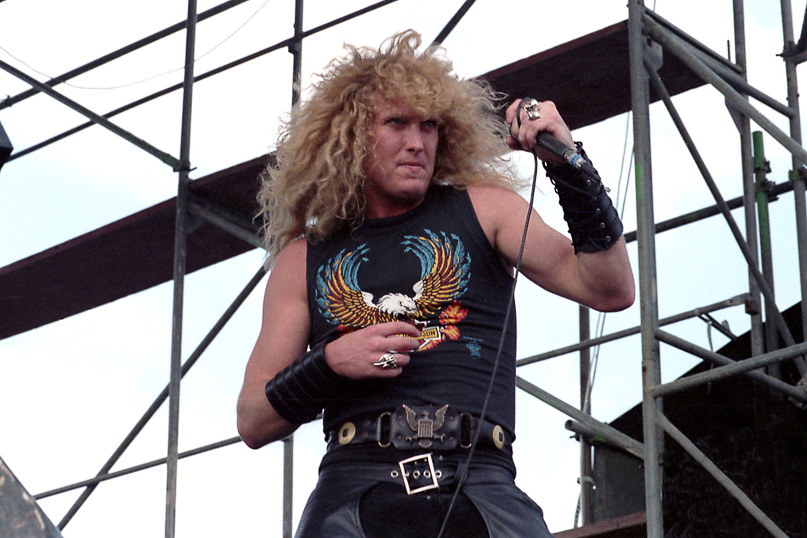
Rhett Forrester nel 1984

L'album, intitolato Rock City e pubblicato nel 1977, ebbe un buon successo e portò la band in tour con AC/DC e Molly Hatchet. Tuttavia, al termine di esso, il gruppo ebbe un calo di notorietà che lo portò all'orlo dello scioglimento. Nel frattempo, il DJ inglese Neal Kay pubblicizzò il disco proprio durante lo scoppio del fenomeno della NWOBHM, il che diede ai Riot un'enorme notorietà in Europa. Loeb e Arnell, divenuti manager del gruppo, sfruttarono il momento e la Capitol, importante etichetta, incuriosita dal potenziale della band offrì ad essa un contratto per il suo seguente disco. Durante le registrazioni Kouvaris si allontanò dalla band che lo sostituì con il roadie Rick Ventura, e al termine di esse anche Bitelli decise di andarsene, venendo sostituito da Sandy Slavin. Il nuovo disco, Narita, uscì nel 1979, mantenendosi sulle stesse coordinate hard rock del precedente, ed ebbe un incredibile successo fruttando al gruppo, che nel frattempo era stato abbandonato da Iommi e aveva richiamato tra le sue file Feit, un tour con Sammy Hagar. Di ritorno dal tour, la band subì una nuova crisi e Feit decise di andarsene definitivamente. Trovato un sostituto nel nuovo bassista Kip Lemming, la band fu chiamata a partecipare al celebre Monsters of Rock del 1980, in compagnia di band quali Scorpions, Rainbow e Saxon. Decisi a registrare un nuovo disco, il gruppo si recò in studio, ma la Capitol definì il nuovo lavoro "commercialmente non proponibile", rifiutandosi di pubblicarlo. Ciò generò un enorme disappunto tra i fan del gruppo, che si unirono per protestare. La Capitol dunque scaricò i Riot che però ottennero un contratto con la Elektra, e pubblicarono il nuovo lavoro, Fire Down Under, nel 1981, ancora oggi il disco più celebre della band, connotato da un suono molto vicino all'emergente heavy metal inglese di quegli anni.

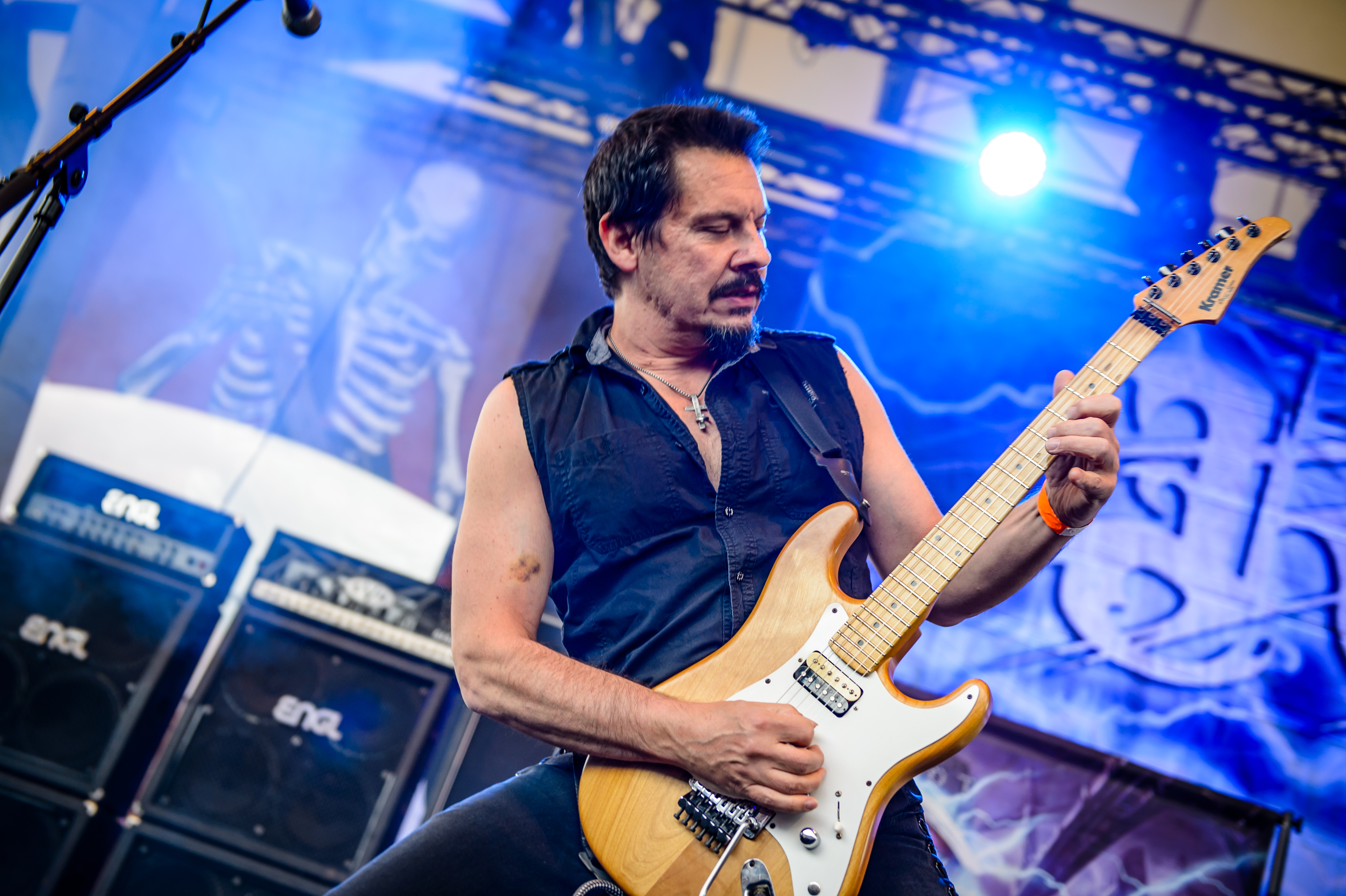
Mike Flyntz all'Hard Rock Festival 2016

Il disco conferì un grande successo al gruppo, che culminò con un tour americano a supporto dei Rush. Durante il tour Speranza, esasperato dalla vita on the road e sempre più in difficoltà ad unire la sua fede con la band, decise di andarsene. Finito il tour, la band tenne una serie di audizioni, e scelse come suo nuovo frontman il carismatico Rhett Forrester, proveniente da una cover band. Con Forrester i Riot registrarono il nuovo Restless Breed nel 1982, caratterizzato da sonorità più blues, e partirono in tour con Scorpions e Whitesnake. Nel 1983, dopo una serie di tour con i Rainbow e i Kiss, la band decise di abbandonare l'etichetta per firmare con la canadese Quality, che produsse Born in America, album simile al precedente ma smaccatamente più melodico, vicino all'hair metal in voga in quel periodo. In seguito alla pubblicazione, però, una grave crisi colpì la band, che in tour fu abbandonata da Ventura, sostituito dal giovane Gerard Trevino. Quando poi a Forrester fu proposto, nel 1984, di iniziare una carriera solista, il gruppo si sciolse definitivamente.

### 1986-2012

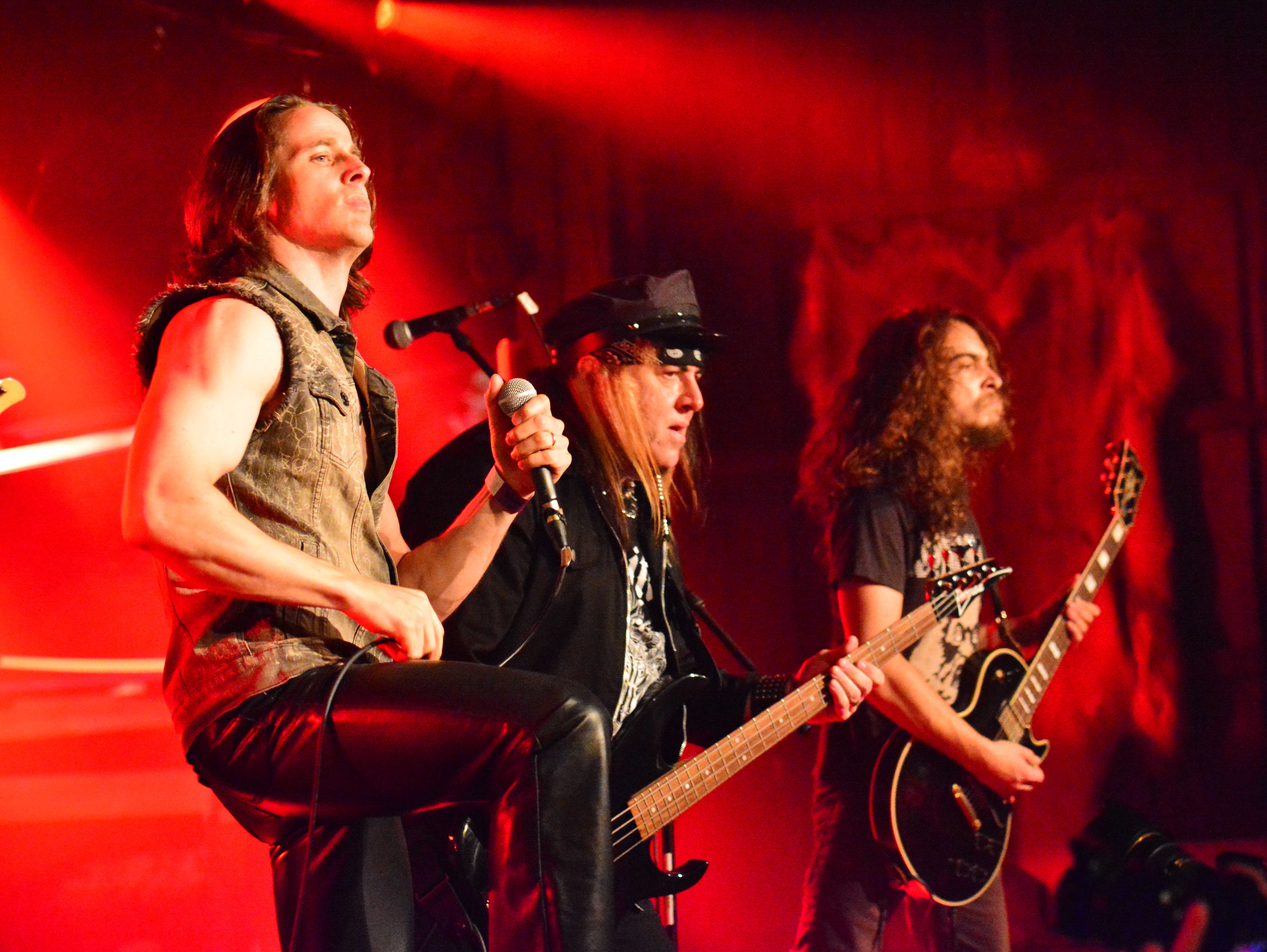
Todd Michael Hall, Don Van Stavern e Nick Lee all'Headbangers Open Air 2014

Reale, dopo lo scioglimento della band, si trasferì in Texas e decise di dar vita ad un nuovo progetto, chiamato Narita, reclutando il cantante Steve Cooper, il bassista Don Van Stavern e il batterista Dave McClain, provenienti dagli appena sciolti S.A. Slayer. Registrata una prima demo nel 1985, il gruppo iniziò a esibirsi in vari paesi dell'America. L'anno seguente, tuttavia, Reale fu ricontattato da Slavin, che nel frattempo era entrato nella band di Adam Bomb, il quale gli propose di riformare i Riot. Il chitarrista decise così di sciogliere i Narita e di trasferirsi a Los Angeles, seguito da Van Stavern (Cooper entrerà invece di lì a poco nei Juggernaut mentre McClain diventerà famoso anni dopo con i Machine Head). I Riot furono così riformati con Slavin alla batteria e Van Stavern al basso, e dopo aver proposto senza successo sia a Speranza che a Forrester di ritornare nel gruppo, la scelta del vocalist cadde su Harry "The Tyrant" Conklin, appena fuoriuscito dai Jag Panzer. Un tour fu programmato, ma dopo appena due concerti il nuovo cantante perse la voce a causa di un abuso alcolico e fu licenziato. Al suo posto fece il suo ritorno Forrester, con cui il gruppo programmò di proseguire il tour, ma anche egli dopo una manciata di date perse interesse nel progetto e decise di tornare a concentrarsi sulla sua carriera solista; il tour fu quindi cancellato e Slavin lasciò i Riot. Reale e Van Stavern decisero dunque di tornare a New York e lì creare una nuova formazione, che vedeva Tony Moore alla voce e Mark Edwards alla batteria (quest'ultimo famoso per la sua militanza in gruppi quali Steeler e Burning Starr). Ottenuto un contratto con la major CBS, la band iniziò i lavori per il nuovo disco, che furono terminati con il batterista Bobby Jarzombek dietro alle pelli. L'album, Thundersteel, fu pubblicato nel 1988, ed è tutt'oggi considerato uno dei migliori lavori della band, oltre che un ottimo album di power/speed metal americano. Siglato un nuovo contratto con la Epic Records, i Riot iniziarono i lavori per un nuovo album subito dopo l'uscita di Thundersteel. Nel frattempo nel 1989 il gruppo fu invitato a suonare in Giappone, e per l'occasione fu chiamato come secondo chitarrista il giovane Mike Flyntz. Nel 1990 uscì il nuovo disco, The Privilege of Power, che manteneva le stesse coordinate del precedente lavoro seppur mettendo in luce un approccio decisamente più tecnico ed elaborato a livello compositivo; su di esso apparì in veste di ospite l'ex cantante di Rainbow e Yngwie Malmsteen Joe Lynn Turner. Poco dopo la pubblicazione alcuni screzi con il management portarono Van Stavern ad abbandonare il gruppo, che lo sostituì con l'ex Karion Pete Perez, partendo per un nuovo tour alla volta del Giappone, immortalato poi in una videocassetta.

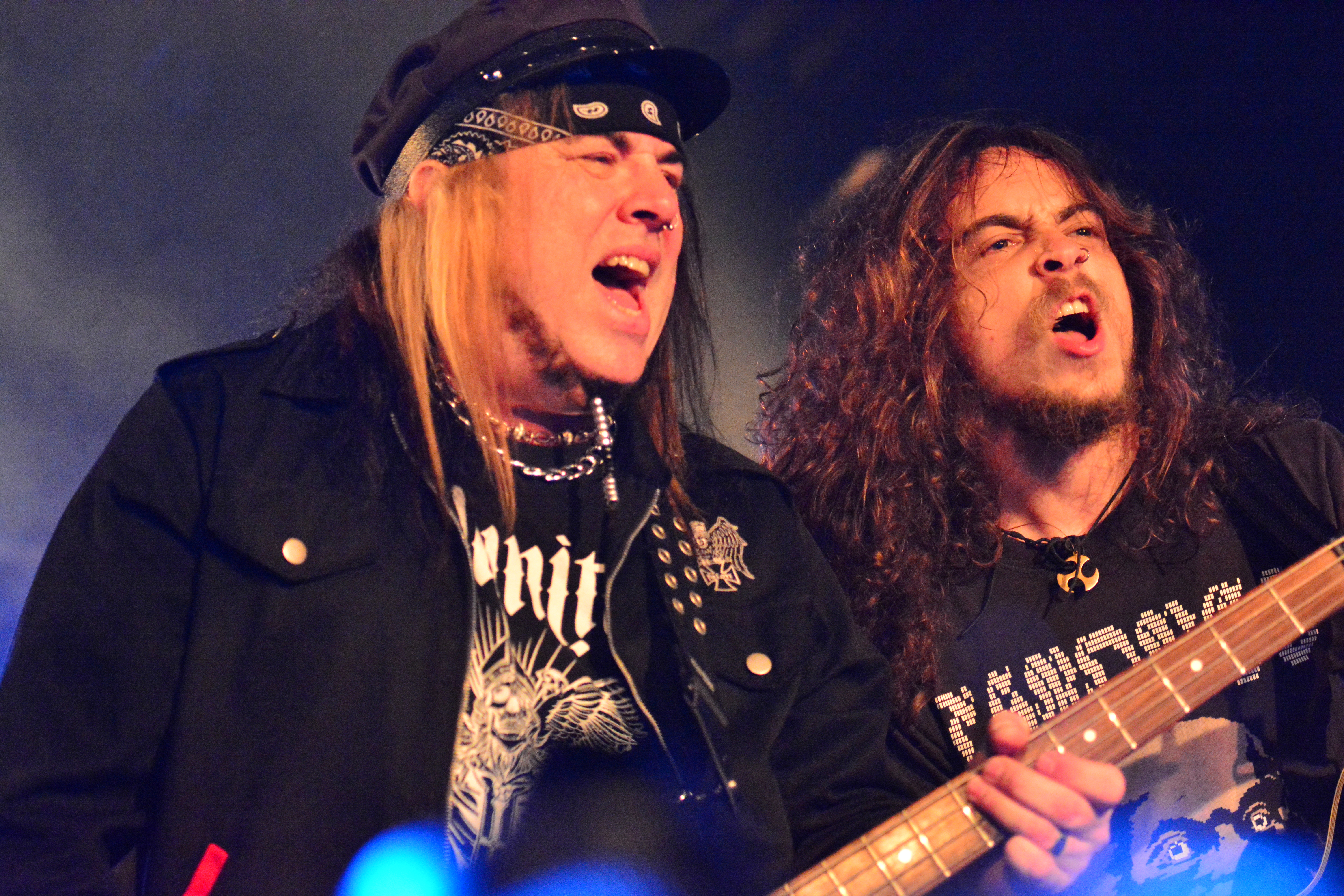
Don Van Stavern e Nick Lee

A seguito di estenuanti tour e litigi interni, Moore lasciò i Riot nel 1992, insoddisfatto della nuova direzione musicale presa dal gruppo. Al suo posto subentrò Mike DiMeo. Il nuovo lavoro, prodotto dalla Sony Records ed intitolato Nightbreaker, uscì nel 1993. Le sonorità del gruppo si erano spostate su un tiro molto più hard rock alla Deep Purple (dei quali i Riot includono la cover di Burn nell'album), anche grazie alla voce del nuovo frontman. Nel 1995 Jarzombek decise di abbandonare la band per concentrarsi sul proprio progetto solista, sostituito dal virtuoso John Macaluso, con il quale i Riot registrarono nello stesso anno The Brethren of the Long House, album sperimentale e meno diretto dei suoi predecessori, in cui DiMeo si cimenta anche nell'uso dell'organo e delle tastiere. All'uscita dell'album seguì un tour europeo con Whiplash e Skyclad nel 1996. L'impegno con i suoi molti progetti causò l'abbandono di Macaluso e il ritorno di Jarzombek nel 1997, mentre i Riot, ora sotto contratto con la Metal Blade, pubblicarono Inishmore l'anno seguente, rimanendo sulle sonorità molto introspettive e sperimentali del precedente lavoro, seguito due anni più tardi da Sons of Society, che ritorna alle sonorità hard rock.
Dopo l'uscita di Sons of Society Jarzombek abbandonò nuovamente il gruppo. Pat Magrath ne prese il posto, partendo in tour con i Riot alla volta dell'Europa insieme agli Agent Steel, ai canadesi Anvil e gli italiani Domine, Presero parte al Wacken del 2000. Di ritorno negli Stati Uniti, Magrath fu sostituito dall'ex Black Sabbath e Rainbow Bobby Rondinelli e la band registrò Through the Storm nel 2002, album dalle tinte prog, contenente anche una cover dei Beatles e una degli UFO. Questo periodo però vide anche un calo dell'attività della band, in quanto i membri erano impegnati in vari progetti paralleli (in primis Reale, ora membro dei Westworld), e dopo l'uscita di scena di Rondinelli il gruppo entrò in una fase di stallo. Il batterista dei Virgin Steele Frank Gilchriest fu reclutato nel 2003 per le registrazioni di un nuovo album, che però non vide la luce poiché al termine di esse, nel 2004, DiMeo decise di andarsene per dedicarsi alla sua nuova band.
L'album fu finalmente pubblicato nel 2006 dalla Metal Heaven, con il titolo di Army of One. Per l'occasione la band organizzò un tour europeo chiamando come nuovo frontman l'ex Last Lix e Burning Starr Mike Tirelli. Un infortunio impedì a Perez di parteciparvi, e il bassista fu sostituito da Dustin Mitchell. Seguirono due date nel 2007 insieme ai Vicious Rumors, ma al ritorno da esse, a Tirelli fu diagnosticato un grave cancro allo stomaco, e la band si sfaldò nuovamente. Nel 2008 la band dichiarò di essersi riunita con la formazione di Thundersteel. Al fianco di Reale quindi tornavano Moore alla voce, Van Stavern al basso e Jarzombek alla batteria, oltre che al secondo chitarrista Flyntz, in forza al gruppo sin dal 1989. I riformati Riot si esibirono allo Swedish Metal Fest del 2009, ma alcune divergenze provocarono l'uscita del vocalist poco dopo. Nonostante ciò, il frontman decise di rientrare nel gruppo l'anno seguente, e, siglato un contratto con la Steamhammer, nel 2011 fu pubblicato Immortal Soul, album che ebbe un enorme successo per via di un ritorno alle sonorità power/speed metal della formazione.

### Cambio di nome e attualità

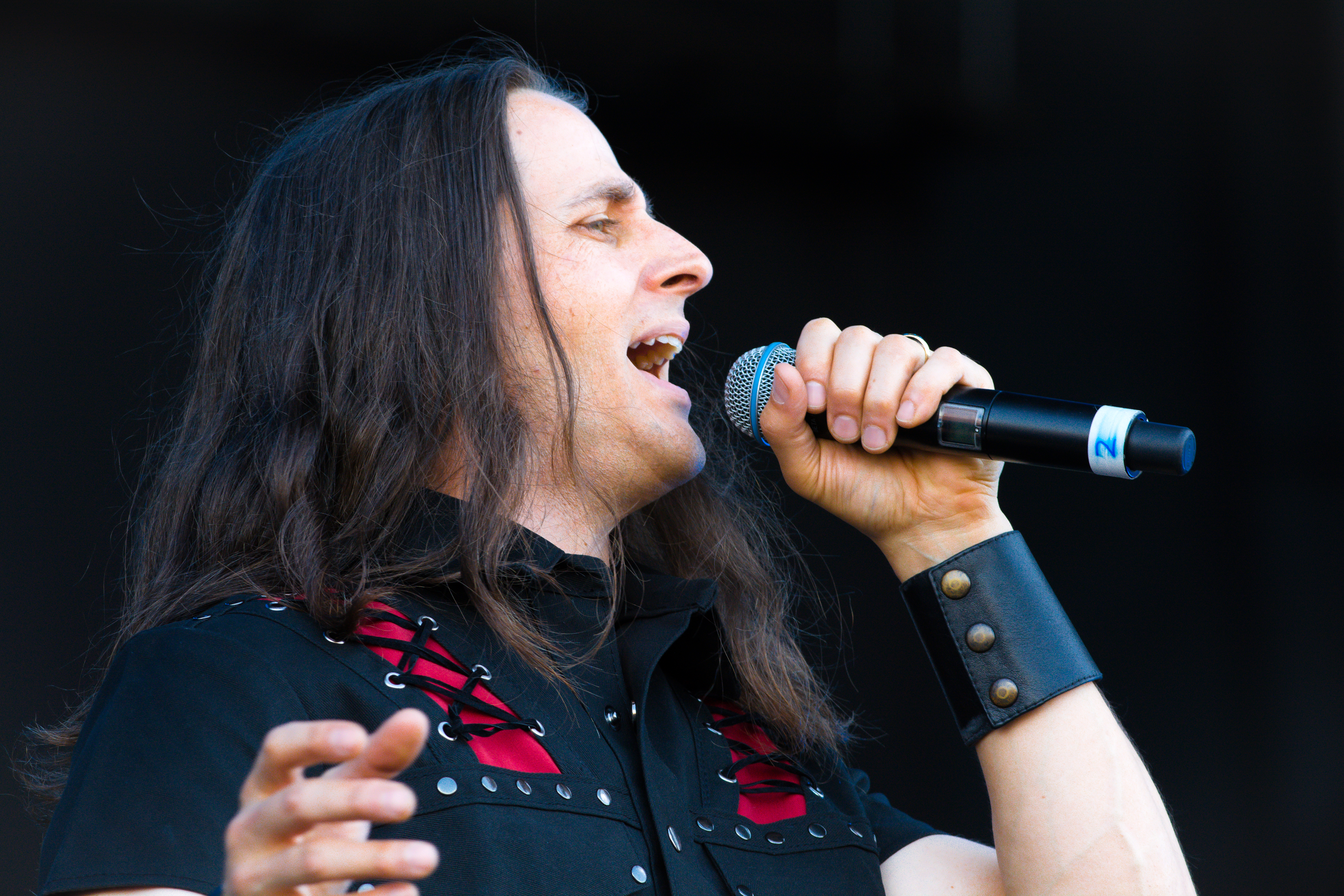
Todd Michael Hall

Un nuovo tour fu programmato per il 2012, ma ad inizio gennaio Reale cadde in coma irreversibile a causa del morbo di Crohn che lo affliggeva fin dalla giovane età. I Riot decisero comunque di esibirsi al 70000 Tons of Metal, ma proprio durante esso, il 25 gennaio, fu data la notizia della morte di Reale. A seguito di essa, la band decise di esibirsi in alcuni show in memoria del suo fondatore, per poi porre fine alla sua carriera. Nel 2013 la band dichiara di essersi riunita con il nome di Riot V, con una formazione del tutto nuova: al fianco dei rimanenti Flyntz e Van Stavern fanno il loro ingresso in scena il cantante Todd Michael Hall (proveniente dagli Harlet e dai Burning Starr), il rientrante Frank Gilchriest ed il nuovo chitarrista Nick Lee. La band ha pubblicato l'acclamato Unleash the Fire nel 2014, esibendosi poi in numerosi tour e festival in America, Europa e Giappone.
Il 27 aprile 2018 esce il nuovo album Armor of Light, il secondo dal cambio di nome, il diciassettesimo della band.

## Formazione

### Attuale
- Todd Michael Hall - voce (2012-presente)
- Mike Flyntz - chitarra (1990-presente)
- Nick Lee – chitarra (2012-presente)
- Don Van Stavern - basso (2007-presente)
- Frank Gilchriest – batteria (2012-presente)

### Ex componenti principali
- Guy Speranza - voce (1975-1981)
- Rhett Forrester - voce (1981-1984)
- Mike DiMeo - voce (1992-2004)
- Peter Bitelli - batteria (1975-1980)
- John Macaluso - batteria (1991-1997)
- Tony Moore - voce (1986-1992; 2008-2012)
- Mark Reale - chitarra (1975-1984;1986-2012)
- Bobby Jarzombek - batteria (1987-1991; 1997-1999; 2009-2012)

## Discografia
Album in studio
- 1977 - Rock City
- 1979 - Narita
- 1981 - Fire Down Under
- 1982 - Restless Breed
- 1983 - Born in America
- 1988 - Thundersteel
- 1990 - The Privilege of Power
- 1994 - Nightbreaker
- 1995 - The Brethren of the Long House
- 1998 - Inishmore
- 1999 - Sons of Society
- 2002 - Through the Storm
- 2006 - Army of One
- 2011 - Immortal Soul
- 2014 - Unleash the Fire
- 2018 - Armor of Light
- 2024 - Mean Streets

Live
- 1982 - Riot Live
- 1989 - Riot Live
- 1992 - Live in Japan
- 1998 - Shine On
- 2018 - Live in Japan 2018

Raccolte
- 1993 - Greatest Hits '78-'90

EP
- 1997 - Angel Eyes

Videoclip
- 1982 - Restless Breed
- 1983 - Born in America
- 1988 - Bloodstreets
- 1998 - Angel Eyes